# Office of Government Commerce
Office of Government Commerce (OGC; en español, Oficina de Comercio Gubernamental) es una organización del Gobierno del Reino Unido responsable de las tareas que mejoran la eficiencia y la eficacia de los procesos de negocios del Gobierno.